# Prisão civil

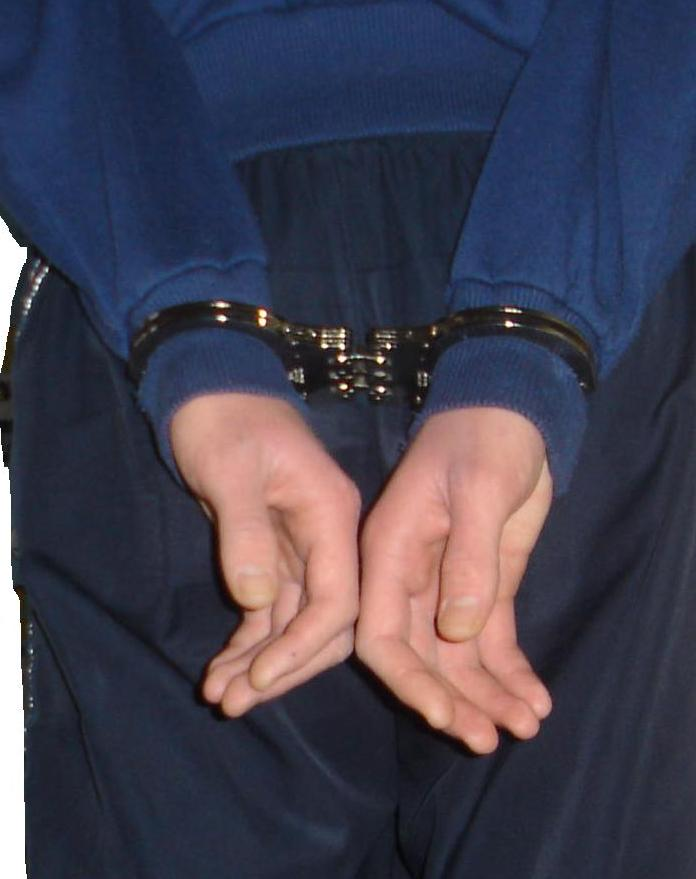
A prisão civil é um dispositivo legal existente na sociedade desde as sociedades antigas, sendo citada no Código de Hamurabi, na Bíblia e no direito romano

Prisão civil é uma sanção civil que pode ser aplicada a um devedor como uma medida coercitiva, econômica e social com o objetivo de fazer cumprir as obrigações financeiras em relação a pensão alimentícia ou depositário infiel. No Brasil, a prisão civil está prevista no artigo 5º da Constituição Federal em seu inciso LXVII para o "responsável pelo inadimplemento voluntário e inescusável de obrigação alimentícia e a do depositário infiel".
A prisão civil se difere da prisão penal uma vez que esta não ocorre após o trânsito em julgado da sentença penal condenatória, mas sim, como uma medida coercitiva.

## Histórico
Na visão geral do direito antigo, principalmente no direito romano, datam-se os primeiros registros da prisão civil por dívida por volta de 3000 a.C. Também existem registros entre os povos egípcios, hebreus, gregos, indianos e babilônicos de sanções variadas aos devedores que não honrassem com suas dívidas, como a execução do devedor, escravização e sacrifícios físicos.
Os hebreus residentes da região da Palestina foram responsáveis por desenvolver a prisão civil de maneira mais similar a que conhecemos hoje, tendo escrito esta prática junto com suas demais leis sociais e religiosas entre os anos de 1000 e 400 a.C., no denominado Código de Moisés. Suas regras sociais e religiosas foram transcritas nos primeiros livros da Bíblia Hebraica, sendo mantido na Bíblia Cristã.
Outra evolução anterior, porém significativa para a criação da prisão civil foi o surgimento do conceito de direito criminal privado através do Código de Hamurabi (1726-1686 a.C.), o qual "tabelava" a vingança e criava punições específicas para certos tipos de crime, de maneira que suas penas fossem equivalentes.

### Nas constituições federais do Brasil
- 1824 - nada tratava sobre o assunto[5]
- 1891 - nada tratava sobre o assunto[6]
- 1934 - foi totalmente contra a prisão civil por divida[7]
- 1937 - a constituição voltou a se omitir sobre o assunto[8]
- 1946 - a constituição trouxe textos que autorizavam a prisão civil tanto no caso do depositário infiel, como no caso de inadimplemento de obrigação alimentar[9]
- 1967 - a constituição trouxe textos que autorizavam a prisão civil tanto no caso do depositário infiel, como no caso de inadimplemento de obrigação alimentar[10]

- 1988 - seguiu a linha das duas últimas constituições, permitindo a prisão civil do depositário infiel e a custódia em face do inadimplemento voluntario e inescusável da obrigação alimentícia[11]

## Prisão civil do devedor de alimentos
Segundo o artigo 5º, inciso LXVII da Constituição Federal de 1988: “não haverá prisão civil por dívida, salvo a do responsável pelo inadimplemento voluntário e inescusável de obrigação alimentícia e a do depositário infiel”. Além disso, o artigo 7º da Convenção Americana sobre Direitos Humanos (da qual o Brasil é signatário): “ninguém deve ser detido por dívidas". Este princípio não limita os mandados de autoridade judiciária competente expedidos em virtude de inadimplemento de obrigação alimentar.
Assim, temos dois instrumentos que implementam e afirmam que a prisão civil do devedor de alimentos é constitucional no Brasil. Deve-se considerar porém, que antes da prisão outras medidas são tomadas para tentar solucionar a dívida, como o desconto em folha de pagamento do devedor (previstos pelas leis nº 5.478 de 1968, artigo 17º e pelo Código de Processo Civil, artigo 734º) ou a cobrança das prestações de aluguéis de prédios ou qualquer outro rendimento do devedor.
Por último deve-se considerar o caráter das parcelas da dívida alimentícia. A súmula nº 309, do Superior Tribunal de Justiça determina que: “debito alimentar que autoriza a prisão civil do alimentante é o que compreende as três prestações anteriores ao ajuizamento da execução e as que vencerem no curso do processo”.  
Assim, caso existam mais parcelas a serem pagas, as anteriores a três meses deixam de ter o caráter alimentar e passam a ter apenas indenizatório, não podendo ser decretado prisão relacionado a esses débitos. Além disso, havendo o pagamento, o devedor é posto em liberdade imediatamente.

## Prisão civil do depositário infiel
No artigo 5º da Constituição Federal do Brasil, além da prisão civil do devedor de alimentos, também é prevista a prisão civil do depositário infiel. Segundo o Código Civil, o depositário é aquele que “recebendo do proprietário certo bem para guardar, se obriga a guarda-lo e a devolvê-lo quando o proprietário pedir a sua devolução”. Já o depositário infiel, segundo o artigo 161º, é o depositário que "responde pelos prejuízos que, por dolo ou culpa, causar à parte, perdendo a remuneração que lhe foi arbitrada, mas tem o direito a haver o que legitimamente despendeu no exercício do encargo".
Porém, considerando que o Brasil aderiu ao Pacto de San Jose da Costa Rica em 1992, e que seu artigo 7º autoriza apenas a prisão civil do devedor de alimentos, há um impasse nos tribunais em relação a isto. Considerando a supremacia da Constituição federal sobre os atos normativos internacionais, não ocorreu a revogação da prisão civil do depositário infiel, mas a perda da aplicabilidade. Assim, todos os tratados e convenções internacionais de direitos humanos que forem aprovados pelo procedimento ordinário previsto na Constituição Federal em seu artigo 47 terão status supralegal porém, infraconstitucional, o que significa que prevalecem sobre as leis, mas não sobre a Constituição.
Diante de tudo isso, a Súmula Vinculante 25 do Supremo Tribunal Federal indica que é ilícita a prisão civil de depositário infiel, qualquer que seja a modalidade de depósito.